# Bryophilopsis hamula
Bryophilopsis hamula är en fjärilsart som beskrevs av Pieter Cornelius Tobias Snellen 1872. Bryophilopsis hamula ingår i släktet Bryophilopsis och familjen trågspinnare. Inga underarter finns listade i Catalogue of Life.